# Зайцев Двор
Зайцев Двор — посёлок в Брянском районе Брянской области, в составе Журиничского сельского поселения. Расположен в 4 км к юго-востоку от села Журиничи. Население — 8 человек (2010).
Упоминается с 1920-х гг.; первоначальное название — Зайцевы Дворы.
| Годы      | 1926 | 1979 | 1989 | 2002 | 2010 |
| --------- | ---- | ---- | ---- | ---- | ---- |
| Население | 80   | 53   | 22   | 19   | 8    |